# RegioJet
RegioJet a.s. – czeski prywatny przewoźnik kolejowy. Firma została założona w 2009 roku. Należy do czeskiego biura podróży Student Agency.
Przedsiębiorstwo RegioJet zajmuje się kolejowymi przewozami osób na terenie Czech, Polski, Austrii i Słowacji m.in. na trasach Praga - Ostrawa - Kraków - Przemyśl, Praga - Ostrava - Košice, Praga - Brno - Bratysława / Wiedeń. Jest to pierwszy prywatny przewoźnik kolejowy w Czechach, który rozpoczął przewozy pociągami kategorii InterCity. Konkuruje na tym rynku z firmami ČD i Leo Express.
Pierwotnie planowane było utworzenie regionalnego, polskiego oddziału pod nazwą „RegioJet PL”, jednak z uwagi na wielokrotne odmowy udzielenia przez UTK otwartego dostępu do tras m.in. Kraków Główny – Warszawa Wschodnia, Wrocław Główny – Warszawa Wschodnia czy Kraków Główny – Gdynia Główna przewoźnik zrezygnował z tych planów, powołując w zamian w Austrii spółkę „RegioJet AT”.

## Tabor kolejowy

### Lokomotywy
- Seria 162
- Seria 193
- Seria 386
- Seria 388
- Seria 703
- Seria 721
- Seria 740

### Wagony
- ABmz
- ABmpz
- Bmz

### Zespoły trakcyjne
- Bombardier Talent
- Siemens Desiro
- Pesa Elf.eu

## Galeria

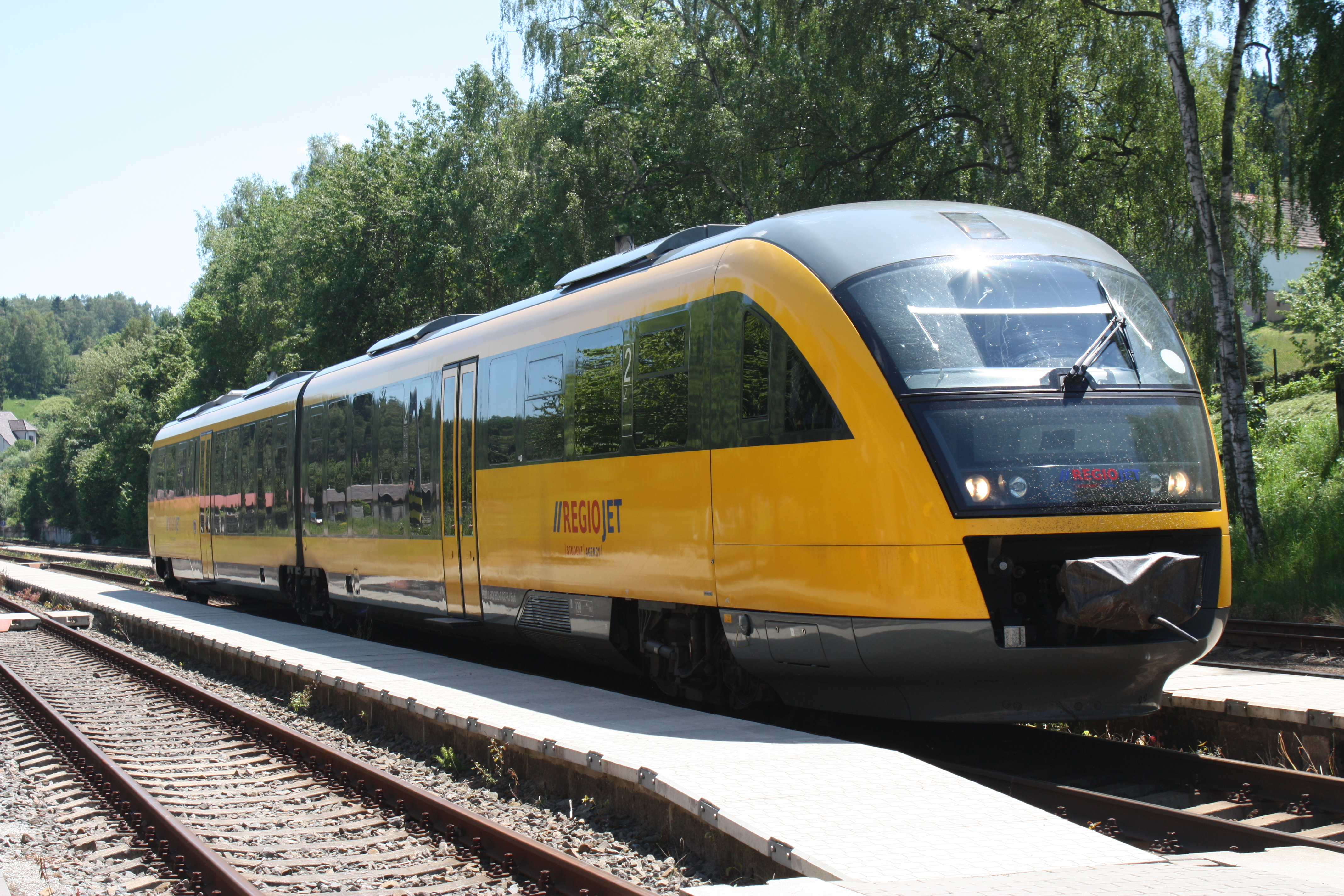
Siemens Desiro w barwach RegioJet
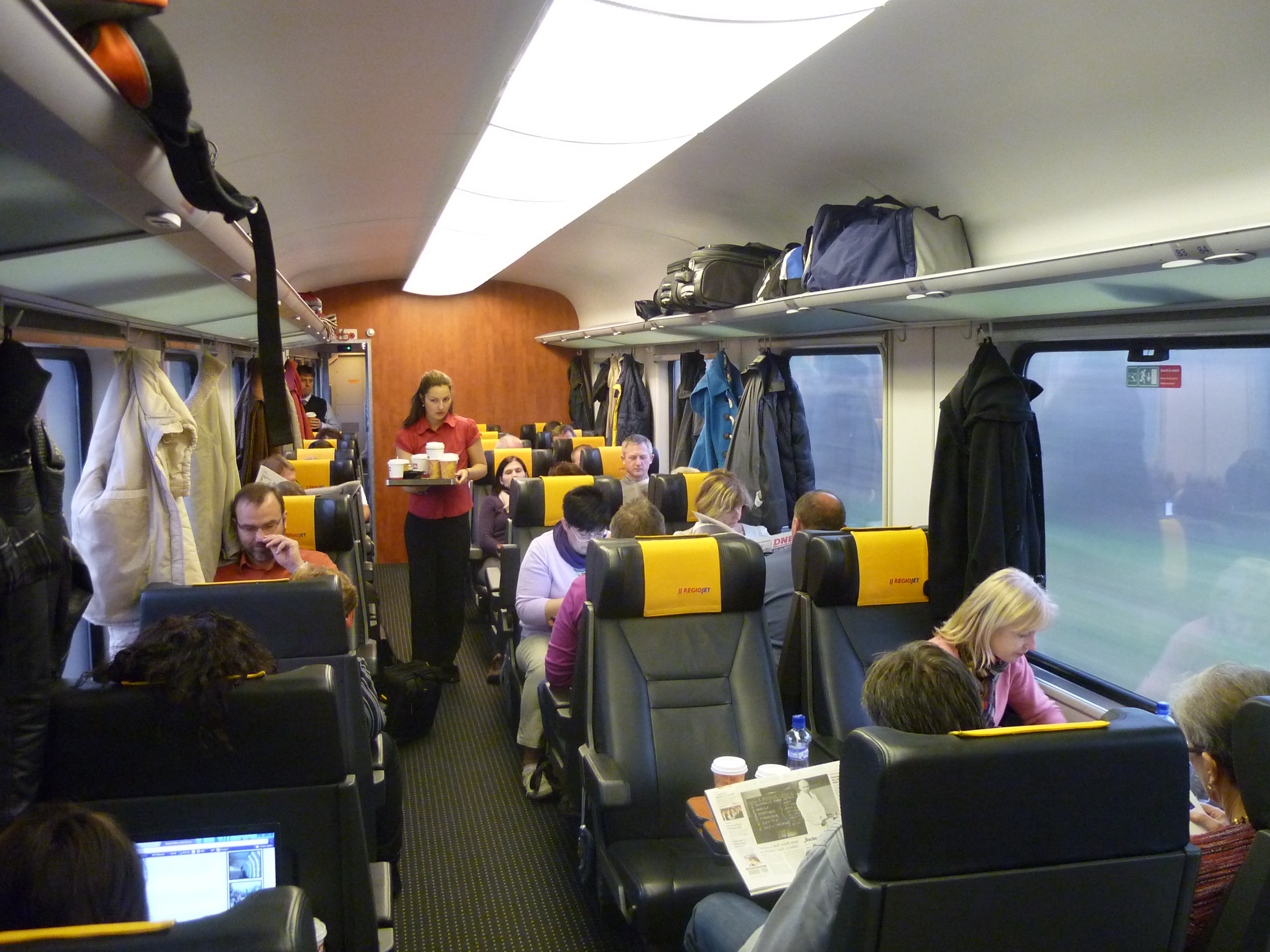
Wnętrze wagonu należącego do RegioJet
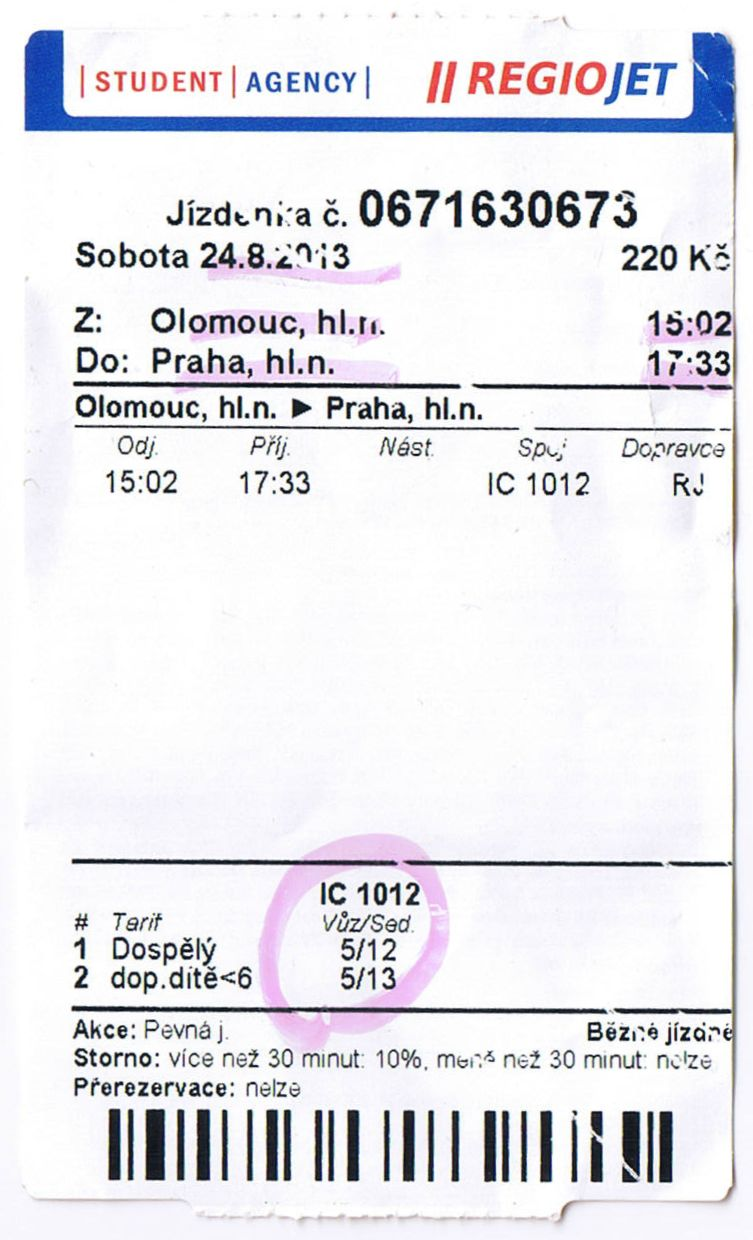
Bilet RegioJet na pociąg kategorii InterCity w relacji Olomouc hlavní nádraží – Praha hlavní nádraží
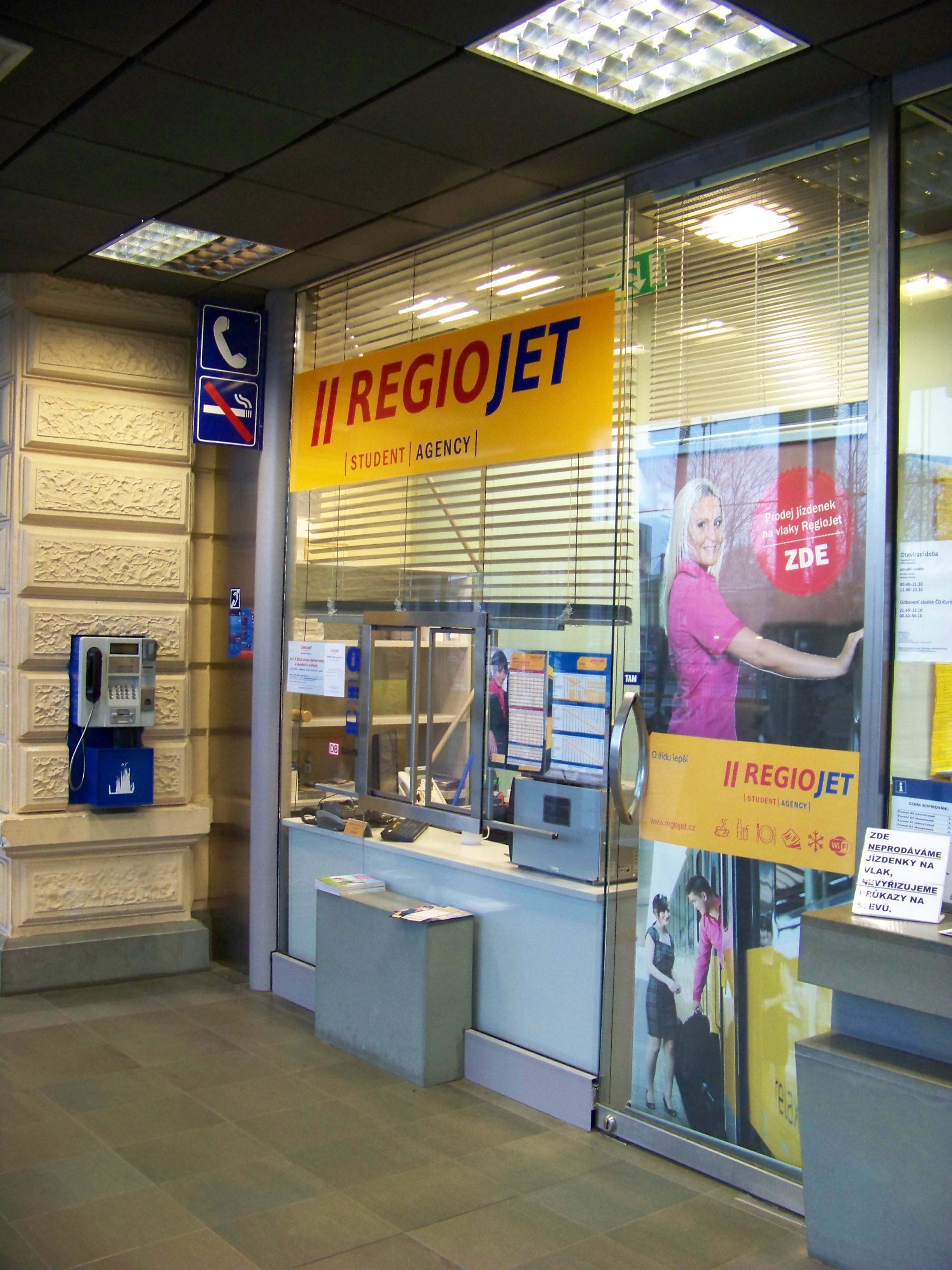
Kasa biletowa przewoźnika na dworcu Ostrava-Svinov